# The Greatest Hits and a Little Bit More
The Greatest Hits and a Little Bit More  es el primer álbum recopilatorio de la boy band inglesa 911. Fue publicado en Reino Unido el 25 de octubre de 1999.

## Lista de canciones
1. «Wonderland» — 04:16
2. «If You'd Only Love Me» — 04:36
3. «A Little Bit More» — 03:47
4. «More Than a Woman» — 03:13
5. «Private Number» — 03:33
6. «All I Want Is You» — 03:51
7. «Party People...Friday Night» — 03:33
8. «The Day We Find Love» — 04:09
9. «Don't Make Me Wait» — 04:22
10. «How Do You Want Me to Love You?» — 03:26
11. «Love Sensation» — 03:42
12. «Night to Remember» — 04:00
13. «Bodyshakin'» — 03:37
14. «The Journey» — 04:42